# Working Class Hero (musikalbum)
Working Class Hero är ett musikalbum av Jerry Williams, utgivet 1984.

## Låtlista
1. "Every Now & Then" (Ida Guillory) - 3:00
2. "Jeans On" (David Dundas / Roger Greenaway) - 2:40
3. "Rainin' In My Heart" (James Moore / Jerry West) - 2:00
4. "Ain't You Glad" (Robert Miller) - 2:32
5. "Working Class Hero" (John Lennon) - 5:55
6. "Bang The Drum All Day" (Todd Rundgren) - 3:00
7. "Casting My Spell" (A. Johnson / E. Johnson) - 2:45
8. "Hall of Mirrors" (Gavin Povey) - 2:16
9. "Fais Deaux Deaux" (Wilson) - 2:55
10. "Round The Next Bend" (Dougie Lawton / Janne Lucas Persson) - 2:49
11. "Long Live Rock 'n' Roll" (Dougie Lawton / Peder Sundahl) - 3:43